# Lisa Robin Kelly
Lisa Robin Kelly (Southington, Connecticut, 5 de marzo de 1970 - Los Ángeles, California, 14 de agosto de 2013) fue una actriz estadounidense conocida por su papel de Laurie Forman en That '70s Show y por la película Amityville: Dollhouse.

## Carrera
Lisa Robin Kelly hizo su debut como actriz en 1992 en un episodio de la serie de televisión Married with Children. Lisa también ha aparecido en episodios de series de televisión como Murphy Brown, Charmed, The X-Files, Sisters y Silk Stalkings, también ha actuado en películas como Amityville: Dollhouse y Jawbreaker.
Lisa obtuvo el papel de Laurie Forman en la serie de televisión That '70s Show. Después de tres años, ella dejó la serie. Posteriormente ella regresó a la serie en la quinta temporada durante 4 episodios, pero después fue reemplazada por Christina Moore. En el año 2005, actuó en un cortometraje titulado The Food Chain: A Hollywood Scarytale. En una entrevista, admitió tener problemas de alcoholismo durante la serie That '70s Show.

## Problemas legales
En agosto del 2010, Kelly fue arrestada en Carolina del Norte bajo los cargos de conducir ebria. En noviembre del 2010, ella se declara culpable, es multada y se la sentencia a 12 meses de libertad condicional sin supervisión.
El 31 de marzo de 2012, es arrestada bajo el cargo de delito grave de lesiones hacia un cónyuge y es liberada bajo una fianza de $50.000 dólares.
En noviembre del 2012, la policía de Mooresville (Carolina del Norte), arresta a Kelly, de 42 años, y a su esposo Robert Joseph Gilliam, por disturbios en su casa, fueron acusados de violencia familiar y liberados luego, bajo fianza.
El 23 de junio de 2013, Kelly es arrestada por conducir en estado de ebriedad y bloquear el tráfico con su automóvil estacionado.

## Fallecimiento
Kelly fallece mientras dormía, el 14 de agosto de 2013, a la edad de 43 años. Su mánager, Craig Wyckoff, diría posteriormente que él había conversado con Kelly días atrás y que ella se mostraba entusiasmada de comenzar un programa de rehabilitación en forma voluntaria.
El 3 de enero de 2014, un juez de instrucción de Los Ángeles concluye que la muerte de Kelly fue producto de una múltiple intoxicación de drogas, ingeridas oralmente.

## Filmografía

### Series de televisión
- That '70s Show .... Laurie Forman (50 episodios, 1998-2003)
- Charmed .... Daisy (1 episodio: Love Hurts, 1999)
- The Net .... Lucy (1 episodio: Lucy's Life, 1998)
- Buddy Faro .... Rita Nardo (1 episodio: Ain't That a Kick in the Head, 1998)
- Fantasy Island .... Regina (1 episodio: Pilot, 1998)
- Poltergeist: The Legacy .... Janine Kinsey (1 episodio: Hell Hath No Fury, 1998)
- Jenny .... Actriz del Mundo Real (1 episodio: A Girl's Gotta Live in the Real World, 1997)
- Married with Children .... Carol / Heather Talrico (2 episodios, 1992-1997)
- Days of Our Lives (1996) .... Jill Stevens #1
- Hope & Gloria .... Debbee (1 episodio: Sit Down, You're Rockin' the Funicular, 1996)
- The X Files .... Terri Roberts (1 episodio: Syzygy, 1996)
- Murphy Brown .... Estudiante (1 episodio: The Feminine Critique, 1995)
- Sisters .... Kristy (1 episodio: Deceit, 1995)
- ABC Afterschool Specials .... Ashley (1 episodio: Fast Forward, 1995)
- Platypus Man .... Brandi (1 episodio: NYPD Nude, 1995)
- Renegade .... Debbie (1 episodio: Sheriff Reno, 1994)
- Silk Stalkings .... Gina Nelson (1 episodio: Killer Cop, 1994)

### Películas
- Alikes (2002) .... Krystal
- Late Last Night (1999) .... Tristan
- Clubland (1999) .... Carla
- Jawbreaker (1999) .... Porrista #2
- Kill the Man (1999) .... Nan
- Young Hearts Unlimited (1998) .... Molly
- The Survivor (1998) .... Devin
- Alone (1997) .... Mary Louise
- Performance Anxiety (1997) .... Laura Kincaid
- Suddenly (1996) .... Angie
- Amityville: Dollhouse (1996) .... Dana
- Terror in the Shadows (1995) .... Patty
- Spring Fling! (1995) .... Jenny
- Payback (1995) .... Chica Adolescente
- Relentless IV: Ashes to Ashes (1994) .... Sherrie
- Cries Unheard: The Donna Yaklich Story (1994)

### Cortometrajes
- The Food Chain: A Hollywood Scarytale (2005) .... Marilyn

- Datos: Q272141